# Pansarpirålar
Pansarpirålar (Heterostraci) är en utdöd ordning av käklösa fiskar som liknade dagens pirålar. De levde under yngre silur och devon.
Pansarpirålen hade en framtill bred och nedtryckt och baktill smal kropp, täckt av små fjäll eller större plåtar. De saknade käkar, hade vitt åtskiljda ögon och munnen utgjordes av en tvärgående öppning framtill på undersidan.

Pansarpirålarna utgör tillsammans med ordningen Thelodontida och gruppen pansarnejonögon pansarrundmunnar.
Bland Heterostracis olika släkten märks Pteraspis, Drepanaspis och Thelodus.